# Ota Šik
 (avril 2025).
Si vous disposez d'ouvrages ou d'articles de référence ou si vous connaissez des sites web de qualité traitant du thème abordé ici, merci de compléter l'article en donnant les références utiles à sa vérifiabilité et en les liant à la section « Notes et références ».
Ota Šik, né le 11 septembre 1919 à Plzeň en Bohême et mort le 22 août 2004 à Saint-Gall (Suisse), est un économiste et homme politique tchécoslovaque.

## Biographie

### Jeunesse et études
Il étudie à l'Académie des Beaux-Arts de Prague, puis devient membre du Parti communiste tchécoslovaque clandestin en 1940, ce qui lui vaut d'être arrêté par la Gestapo et déporté au camp de concentration de Mauthausen. Il étudie l'économie après 1945 à l'université Charles de Prague. 
En 1961, Ota Šik prend la direction de l'institut économique influent de l'Académie des sciences et est considéré comme un expert. 

### Rôle politique
En 1967, il intervient auprès d'Antonín Novotný, Secrétaire général du Parti communiste tchécoslovaque pour entreprendre des réformes de structure importantes afin de redonner de l'efficacité à l'économie du pays. 
Son projet reprend l'essentiel de la réforme proposée par l'économiste soviétique Evseï Liberman : autonomie de gestion des entreprises, liberté des prix, etc. Un début timide est engagé par l'apparition de taxis privés dans Prague, ce qui suscite un grand intérêt dans l'opinion.
Partisan d'un « socialisme à visage humain », il est naturellement appelé à seconder Alexander Dubček, quand ce dernier remplace Novotný en janvier 1968 et est l'un des acteurs du Printemps de Prague (1968/69) en devenant vice-Président du Conseil et membre du Comité Central du Parti. Il reste célèbre comme l'un des concepteurs de la notion de « troisième voie », entre socialisme et capitalisme. Avec Radovan Richta, il contribue à un renouveau de la pensée marxiste sur le constat du mauvais fonctionnement des économies tchèque et soviétique.

### Exil
Après l'invasion des troupes du pacte de Varsovie en Tchécoslovaquie, il séjourne plusieurs mois en Yougoslavie puis, violemment critiqué par l'agence TASS, il est destitué de ses fonctions et contraint à l'exil. Il devient professeur d'économie à l'université de Saint-Gall en Suisse, dont il prend la nationalité. Après l'effondrement du régime communiste, en 1989, il revient à Prague quelque temps comme conseiller économique du président Václav Havel. Cependant, ses positions sont très décalées par rapport à l'opinion occidentale et tchèque en faveur d'un libéralisme total et il a peu d'influence.